# 彼得·貝登堡
亞瑟·羅伯特·彼得·貝登堡，第二代貝登堡男爵，Bt，FRSA（英語：Arthur Robert Peter Baden-Powell, 2nd Baron Baden-Powell，1913年10月30日—1962年12月9日），羅伯特·貝登堡與奧莉芙·貝登堡的兒子。他也是艾格妮絲·貝登堡、貝登·貝登堡與沃靈頓·貝登堡的姪子。老貝登堡是J·M·巴里作品《彼得潘》的書迷，因此從此書獲得靈感，為他的兒子與女兒分別取名為彼得與溫蒂。